# یوکیو سگاوا
یوکیو سگاوا (انگلیسی: Yukio Segawa؛ زادهٔ ۹ سپتامبر ۱۹۵۴) بوکسور اهل ژاپن بود.